# Montone (Italie)
Pour les articles homonymes, voir Montone.
Montone est une commune de la province de Pérouse dans la région Ombrie en Italie. Le village a obtenu le label des Plus Beaux Bourgs d'Italie.

## Administration
| Période                                  | Période  | Identité          | Étiquette       | Qualité |
| ---------------------------------------- | -------- | ----------------- | --------------- | ------- |
| 14 juin 2004                             | En cours | Mariano Tirimagni | Centro-Sinistra |         |
| Les données manquantes sont à compléter. |          |                   |                 |         |

### Hameaux
Cárpini, Santa Maria di Sette, Faldo, Corlo

### Communes limitrophes
Città di Castello, Pietralunga, Umbertide